# Oldrado Maineri
Oldrado Maineri (Milano, ... – Novara, 1388) è stato un vescovo cattolico italiano.

## Biografia
Di Oldrado Maineri si sa che prima della propria elezione era stato canonico della cattedrale di Novara e che per meriti era stato anche decorato con il titolo di Cappellano di Sua Santità, divenendo in seguito anche uditore delle cause del palazzo apostolico.
Divenuto docente di diritto canonico all'Università di Bologna, venne nominato da papa Innocenzo VI vescovo di Novara il 12 ottobre 1356, celebrando già dal 3 gennaio 1365 un primo sinodo diocesano per riformare la Chiesa novarese.
Morì a Novara nel 1388.